# دانشگاه هاوانا

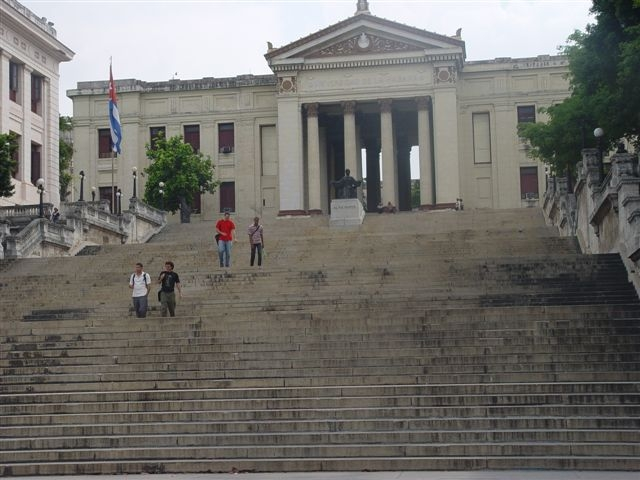
نمایی از ورودی اصلی دانشگاه هاوانا

دانشگاه هاوانا (به اسپانیایی: Universidad de La Habana) یکی از مهمترین دانشگاه دولتی در کوبا است. این دانشگاه اولین دانشگاه در کشور کوبا و یکی از اولین دانشگاه‌های آمریکای جنوبی است.